# Cor Mennen
Cor Mennen (Liessel, 12 maart 1945) is een rooms-katholiek priester, kerkjurist en voormalig censor van het bisdom 's-Hertogenbosch.

## Levensloop
Van 1957 tot 1967 volgde hij het kleinseminarie en het grootseminarie van het bisdom 's-Hertogenbosch. Van 1967 tot 1969 studeerde hij aan de theologische faculteit in Tilburg.
Op 31 mei 1969 werd hij priester gewijd. Van 1969 tot 1972 was hij kapelaan in Aarle-Rixtel en van 1972-1980 kapelaan in Tilburg. Van 1980 tot 1993 was hij pastoor in Tilburg. Eind jaren tachtig ontving hij een extra studieopdracht van Mgr. Ter Schure en behaalde ook een licentie Canoniek Recht aan de Katholieke Universiteit Leuven.
Van 1993 tot 2003 was hij pastoor in Heeze. Van 2003 tot 2016 was hij pastoor in Oss. Per 1 januari 2017 ging hij met emeritaat, woonachtig in Vlijmen. In 2025 verhuisde hij naar Deurne.
Hij was docent kerkelijk recht aan het Sint-Janscentrum (het seminarie van het bisdom 's-Hertogenbosch), gedelegeerde voor liturgie van de bisschop van 's-Hertogenbosch in de Nationale Raad voor Liturgie en lid van het kathedraalkapittel van Den Bosch. Mennen is vicevoorzitter van het bestuur van de Vereniging voor Latijnse Liturgie.

## Website
Mennen publiceert een kritische website met een weblog ("Vrijmoedig commentaar"). 
Zo laakte hij de aandacht die de Nederlandse bisschoppen aan de 75-jarige Huub Oosterhuis gaven in oktober 2008 via het televisieprogramma Kruispunt en diende hij de familie Vloet, die klachten over de uitvaart van Bien Buijs-Klompmakers hadden gepubliceerd in het Brabants Dagblad, van repliek door de opname van de uitvaartmis integraal te publiceren op zijn website. 
Op 5 maart 2010 publiceert Mennen een reactie op zijn weblog, betreffende een hoogoplopende kwestie over het uitreiken van de Heilige Communie aan homoseksuelen.
Ook roert Mennen zich in toenemende mate over het beleid van huidige paus Franciscus waarmee hij het duidelijk oneens blijkt te zijn en verwijst hij meer en meer naar andere priesters en bisschoppen die dit ook zijn.

## Kwestie Oosterhuis
Op 19 april 2010 verscheen een artikel in het protestants-Christelijk dagblad Trouw waarin Mennen Huub Oosterhuis beoordeelt als ketter, omdat Oosterhuis er volgens Mennen een eigen geloof op nahoudt. Ketters zouden dragers zijn van de meest verschrikkelijke vorm van geestelijke hoogmoed. Eerder deed Mennen, in zijn functie als censor van het bisdom Den Bosch, een voorstel om een aantal geestelijke liederen die Oosterhuis schreef uit de rooms-katholieke liturgie te schrappen.